# Латыпов, Урал Рамдракович
Ура́л Рамдракович Латы́пов (тат. Урал Рамдрак улы Латыйпов, Ural Ramdraq uğlı Latıypov, бел. Урал Рамдракавіч Латыпаў; род. 28 февраля 1951) — государственный и общественно-политический деятель Белоруссии.

## Биография
- По национальности татарин,[1] родился в деревне Катаево (ныне Новокатаево) Бакалинского района Башкирской АССР. Учился в татарской школе.[2] Свободно владеет французским языком[источник не указан 1640 дней].
- 1973 год — с отличием окончил юридический факультет Казанского государственного университета.
- 1974 год — окончил Высшие курсы КГБ СССР в Минске.
- В 1974—1989 годах служил в органах КГБ СССР.
- С 1988 года — кандидат юридических наук. Тема диссертации: «Международно-правовая борьба с государственным терроризмом».
- В 1989—1994 годах занимал должности начальника кафедры специальных дисциплин, заместителя начальника Института национальной безопасности Беларуси по научной работе.
- С 1992 года — доктор юридических наук.
- С 1994 года — профессор.
- В 1994 году — помощник Президента Республики Беларусь.
- С 15 июля 1995 года — руководитель секретариата Президента Республики Беларусь — первый помощник Президента Республики Беларусь[3]..
- С 4 декабря 1998 года по 27 ноября 2000 года — Министр иностранных дел Республики Беларусь — заместитель Премьер-министра Республики Беларусь[4][5].
- С 27 ноября 2000 года — государственный секретарь Совета Безопасности Республики Беларусь — помощник Президента Республики Беларусь по национальной безопасности[6].
- С 12 сентября 2001 года по 29 ноября 2004 года — глава Администрации Президента Республики Беларусь[7][8].
- С января 2006 года — председатель консультативного совета ИП «Лукойл-Беларусь».
- В 2009 году возглавил компанию «Директ Менеджмент».

Полковник запаса.

## Награды
- Орден Дружбы народов (22 ноября 2004) — за плодотворную работу в органах государственного управления, активную общественную деятельность, значительный вклад в укрепление дружественных отношений и сотрудничества между государствами[9].
- Орден Дружбы народов (2021, Республика Башкортостан, Россия)[10]
- Почётная грамота Национального собрания Республики Беларусь (26 февраля 2001) — за большой вклад в развитие межгосударственных и межпарламентских связей[11].

## Семья
Владеет английским и французским языками.
Женат, имеет сына и дочь.
Дочь Елена 1978 года рождения.